# リンジェフライグ

ロゴ

リンジェフライグ は、1957年にスウェーデンの航空会社スカンジナビア航空システムとエアタコ、新聞出版社ダーゲンス・ニュヘテルABとストックホルム・ティディンゲンABによってスウェーデン国内航空会社として設立された。

## 歴史
エアタコ(エアロスカンディアとして1950年8月に設立)は、リンジェフライグの前任者と考えられ、その全艦隊を含む新しい航空会社に合併された。Linjeflyg が設立されたとき、エアタコの 4 つのロッキード モデル 18 ロデスターと 4 ダグラス DC-3 が新しい艦隊に統合された。
1983年10月、リンジェフライグはストックホルム中心部のストックホルム・ブロンマ空港からストックホルム北部のストックホルム・アーランダ空港に移動した。ブロンマは1957年以来、リンジェフライグの主要なハブであった。1990年9月10日、スカンジナビア航空システム(SAS)は、リンジェフライグの50%を4億7500万スウェーデン王冠(SEK)でビルスペイドに売却し、約6ヶ月後、SASはそれを買い戻した。
1992年2月、リンジェフライグは、ブラテスとマースク航空との戦略的提携を計画したため、SASにとって大きな脅威となった。このような提携は、スカンジナビア内の首都路線と国内線でSASにとって競争力が高すぎ、その結果、SASは市場での優位性を維持するために、まだ所有していないLinjeflygの50%を買収した。1993年1月1日、リンジェフライグはSASに統合された。リンジェフライグはスウェーデン最大の国内航空会社であり、それは20以上の国内空港を提供し、毎年500万人以上を運んだ。Linjeflygは1992年には2200人の従業員を抱え、当時世界最大のフォッカーF28オペレーターであった。